# Romain Métanire
Romain Métanire (Metz, Francia, 28 de marzo de 1990) es un futbolista franco-malgache que juega de defensa y su equipo es el R. F. C. Seraing de la Segunda División de Bélgica. Es internacional con la selección de fútbol de Madagascar.
En 2019 disputó el All Star de la MLS 2019.

## Selección nacional
Métanire es internacional con la selección de fútbol de Madagascar desde el 9 de septiembre de 2018, cuando debutó en un partido de clasificación para la Copa Africana de Naciones de 2019 frente a la selección de fútbol de Senegal.

## Clubes
| Club                   | País           | Año       |
| ---------------------- | -------------- | --------- |
| F. C. Metz             | Francia        | 2010-2016 |
| K. V. Kortrijk         | Bélgica        | 2016-2017 |
| Stade de Reims         | Francia        | 2017-2019 |
| Minnesota United F. C. | Estados Unidos | 2019-2022 |
| R. F. C. Seraing       | Bélgica        | 2023-     |

## Palmarés

### Títulos nacionales
| Título  | Club           | País    | Año  |
| ------- | -------------- | ------- | ---- |
| Ligue 2 | Stade de Reims | Francia | 2018 |